# Top 12 de la URBA 2021
El Top 12 de la URBA de 2021 fue la 119.ª edición del torneo de rugby de la URBA (once equipos de la Provincia de Buenos Aires, un equipo de la Ciudad de Buenos Aires y un equipo de la ciudad de Rosario). La temporada se vio afectada por la pandemia de COVID-19 debido a lo cual el torneo fue modificado en su formato habitual, para acortarlo. Por la misma razón en 2020 no se realizó el torneo, este año no hubo descenso y el torneo del año siguiente (2022) debió jugarse con trece equipo y se denominó Top 13 de la URBA 2022. Comenzó el 17 de julio y finalizó el 10 de diciembre de 2022.

## Equipos participantes
| Equipo                                    | Localidad              | Provincia/CABA                         | POS 2021      | Cant |
| ----------------------------------------- | ---------------------- | -------------------------------------- | ------------- | ---- |
| Asociación Alumni                         | Malvinas Argentinas    | Provincia de Buenos Aires              |               | 24   |
| Belgrano Athletic Club                    | Ciudad de Buenos Aires | Ciudad Autónoma de Buenos Aires (CABA) |               | 17   |
| Buenos Aires CRC                          | San Fernando           | Provincia de Buenos Aires              |               | 1    |
| Club Atlético San Isidro (CASI)           | San Isidro             | Provincia de Buenos Aires              |               | 25   |
| Club Universitario de Buenos Aires (CUBA) | Villa de Mayo          | Provincia de Buenos Aires              | Campeón       | 21   |
| Hindú Club                                | Don Torcuato           | Provincia de Buenos Aires              | Semifinalista | 25   |
| Los Tilos                                 | La Plata               | Provincia de Buenos Aires              |               | 11   |
| Newman                                    | Benavídez              | Provincia de Buenos Aires              | Semifinalista | 23   |
| Pucará                                    | Burzaco                | Provincia de Buenos Aires              |               | 19   |
| Regatas de Bella Vista                    | San Miguel             | Provincia de Buenos Aires              |               | 19   |
| San Luis                                  | La Plata               | Provincia de Buenos Aires              |               | 21   |
| San Isidro Club (SIC)                     | San Isidro             | Provincia de Buenos Aires              | Subcampeón    | 25   |

## Forma de disputa y reglamentaciones
Excepcionalmente y a causa de la pandemia de COVID-19, el campeonato está dividido en tres etapas: 1) en la primera ronda los equipos se enfrentaron todos contra todos con una sola vuelta; 2) en la segunda ronda los equipos se dividieron en dos zonas, manteniendo los puntos; 3) la etapa eliminatoria entre los cuatro equipos que obtuvieron los mejores puntajes de las dos zonas.
Primera ronda
Los equipos se enfrentaron entre sí con formato de todos contra todos a una rueda (11 fechas). Se otorgaron cuatro (4) puntos por victoria, dos (2) por empate y ninguno (0) en caso de derrota. También se otorgó punto bonus:
- El punto bonus ofensivo se da cuando un equipo logra por lo menos tres tries más que su rival.
- El punto bonus defensivo se da cuando un equipo pierde por una diferencia de hasta siete puntos.

Segunda ronda
los equipos se dividieron en dos zonas, del siguiente modo: A) la zona A se formó con los equipos clasificados 1, 4, 5, 8, 9 y 12; B) la zona B se formó con los equipos clasificados 2, 3, 6, 7 y 11. Los equipos mantuvieron los puntos obtenidos en la ronda anterior. Los cuatro equipos con mayor puntaje avanzaron a las semifinales.
Etapa eliminatoria
Los equipos ubicados primero y segundo enfrentaron en una zona, enfrentan al segundo y primero de la otra zona, respectivamente. Los ganadores avanzaron a la final para determinar al campeón.
Descensos y ascensos
Debido al cambio de formato se decidió suspender los descensos. 

### Tabla de la primera etapa
Fuente: URBA.
| Pos. | Equipo              | Encuentros | Encuentros | Encuentros | Encuentros | Tantos | Tantos | Tantos | Puntos bonus | Puntos |
| Pos. | Equipo              | PJ         | PG         | PE         | PP         | F      | C      | Dif    | Puntos bonus | Puntos |
| ---- | ------------------- | ---------- | ---------- | ---------- | ---------- | ------ | ------ | ------ | ------------ | ------ |
| 1.º  | SIC                 | 11         | 10         | 0          | 1          | 396    | 177    | 219    | 6            | 46     |
| 2.º  | Newman              | 11         | 9          | 0          | 2          | 382    | 177    | 205    | 8            | 44     |
| 3.º  | Hindú Club          | 11         | 9          | 0          | 2          | 409    | 245    | 164    | 6            | 42     |
| 4.º  | CUBA                | 11         | 8          | 0          | 3          | 286    | 197    | 89     | 5            | 37     |
| 5.º  | Belgrano Athletic   | 11         | 7          | 0          | 4          | 332    | 290    | 42     | 4            | 32     |
| 6.º  | Alumni              | 11         | 6          | 0          | 5          | 248    | 251    | -3     | 3            | 27     |
| 7.º  | Pucará              | 11         | 4          | 1          | 6          | 246    | 330    | -84    | 2            | 20     |
| 8.º  | CASI                | 11         | 3          | 0          | 8          | 280    | 311    | -31    | 6            | 18     |
| 9.º  | Los Tilos           | 11         | 4          | 0          | 7          | 207    | 372    | -165   | 2            | 18     |
| 10.º | Regatas Bella Vista | 11         | 3          | 0          | 8          | 237    | 372    | -165   | 3            | 18     |
| 11.º | San Luis            | 11         | 1          | 1          | 9          | 198    | 319    | -121   | 4            | 10     |
| 12.º | Buenos Aires CRC    | 11         | 1          | 0          | 10         | 206    | 386    | -180   | 2            | 6      |

|  | Pasan a Zona A  |
|  | Pasan a Zona B. |

### Segunda etapa (Zona A)
Fuente: URBA.
| Pos. | Equipo            | Encuentros | Encuentros | Encuentros | Encuentros | Tantos | Tantos | Tantos | Puntos bonus | Puntos Suma ronda anterior |
| Pos. | Equipo            | PJ         | PG         | PE         | PP         | F      | C      | Dif    | Puntos bonus | Puntos Suma ronda anterior |
| ---- | ----------------- | ---------- | ---------- | ---------- | ---------- | ------ | ------ | ------ | ------------ | -------------------------- |
| 1.º  | SIC               | 5          | 4          | 0          | 1          | 148    | 104    | 44     | 2            | 60                         |
| 2.º  | CUBA              | 5          | 4          | 0          | 1          | 139    | 124    | 15     | 1            | 54                         |
| 3.º  | Belgrano Athletic | 5          | 4          | 0          | 1          | 193    | 125    | 68     | 4            | 47                         |
| 4.º  | CASI              | 5          | 2          | 0          | 3          | 115    | 133    | -18    | 3            | 24                         |
| 5.º  | Los Tilos         | 5          | 0          | 0          | 5          | 99     | 161    | -62    | 2            | 19                         |
| 6.º  | Buenos Aires CRC  | 5          | 1          | 0          | 4          | 164    | 211    | -47    | 1            | 11                         |

|  | Clasificados a las semifinales. |

### Segunda etapa (Zona B)
Fuente: URBA.
| Pos. | Equipo              | Encuentros | Encuentros | Encuentros | Encuentros | Tantos | Tantos | Tantos | Puntos bonus | Puntos Suma ronda anterior |
| Pos. | Equipo              | PJ         | PG         | PE         | PP         | F      | C      | Dif    | Puntos bonus | Puntos Suma ronda anterior |
| ---- | ------------------- | ---------- | ---------- | ---------- | ---------- | ------ | ------ | ------ | ------------ | -------------------------- |
| 1.º  | Newman              | 5          | 5          | 0          | 0          | 197    | 70     | 127    | 3            | 63                         |
| 2.º  | Hindú Club          | 5          | 3          | 0          | 2          | 163    | 144    | 19     | 2            | 56                         |
| 3.º  | Alumni              | 5          | 2          | 0          | 3          | 128    | 184    | -56    | 1            | 31                         |
| 4.º  | Pucará              | 5          | 3          | 0          | 2          | 127    | 145    | -18    | 1            | 29                         |
| 5.º  | Regatas Bella Vista | 5          | 1          | 0          | 4          | 121    | 163    | -42    | 2            | 20                         |
| 6.º  | San Luis            | 5          | 1          | 0          | 4          | 133    | 163    | -30    | 2            | 16                         |

|  | Clasificados a las semifinales. |

### Etapa eliminatoria
Fuente: URBA.
|  | Semifinales | Semifinales |      |     | Final | Final |  |
|  |             |             |      |     |       |       |  |
|  |             |             |      |     |       |       |  |
|  | SIC         | 28          |      |     |       |       |  |
|  | SIC         | 28          |      |     |       |       |  |
|  | Hindú       | 28          |      |     |       |       |  |
|  | Hindú       | 28          |      | SIC | 9     |       |  |
|  |             |             |      | SIC | 9     |       |  |
|  |             |             | CUBA | 10  |       |       |  |
|  | Newman      | 15          | CUBA | 10  |       |       |  |
|  | Newman      | 15          |      |     |       |       |  |
|  | CUBA        | 16          |      |     |       |       |  |
|  | CUBA        | 16          |      |     |       |       |  |
|  |             |             |      |     |       |       |  |

#### Semifinales
| 4 de diciembre | SIC | 28 - 28 | Hindú |             |  |
|                |     |         |       | Árbitro(s): |  |

| 5 de diciembre | Newman | 15 - 16 | Cuba |             |  |
|                |        |         |      | Árbitro(s): |  |

#### Final
| 11 de diciembre | SIC | 9 - 10 | CUBA |             |  |
|                 |     |        |      | Árbitro(s): |  |